# Klubowe Mistrzostwa Świata w piłce siatkowej kobiet 2013
7. edycja Klubowych mistrzostw świata w piłce siatkowej kobiet rozpoczęła się 9 października 2013 w Zurychu (Szwajcaria). W rozgrywkach brało udział 6 drużyn. Tytuł Klubowego Mistrza Świata zdobyło po raz pierwszy VakıfBank SK. MVP została Serbka Jovana Brakočević.

## Uczestnicy
| Drużyna              | Sposób awansu                      |
| -------------------- | ---------------------------------- |
| VakıfBank SK         | Klubowy mistrz Europy              |
| Guangzhou Evergrande | Klubowy mistrz Azji                |
| Kenya Prisons        | Mistrz Afryki                      |
| Unilever Volei       | Klubowy mistrz Ameryki Południowej |
| Iowa Ice             | NORCECA                            |
| Voléro Zurych        | Dzika karta                        |

## Podział na grupy
| Grupa A                                          | Grupa B                              |
| ------------------------------------------------ | ------------------------------------ |
| Voléro Zurych Guangzhou Evergrande Kenya Prisons | VakıfBank SK Iowa Ice Unilever Volei |

## Faza grupowa

### Grupa A
Tabela
| Lp. | Drużyna               | Pkt | Mecze | Mecze | Mecze | Sety | Sety | Sety  | Małe punkty | Małe punkty | Małe punkty |
| Lp. | Drużyna               | Pkt | M     | W     | P     | wyg. | prz. | ratio | zdob.       | str.        | ratio       |
| --- | --------------------- | --- | ----- | ----- | ----- | ---- | ---- | ----- | ----------- | ----------- | ----------- |
| 1   | Voléro Zurych         | 4   | 2     | 2     | 0     | 6    | 1    | 6.000 | 180         | 133         | 1.353       |
| 2   | Evergrande Volleyball | 3   | 2     | 1     | 1     | 4    | 3    | 1.333 | 172         | 143         | 1.203       |
| 3   | Kenya Prisons         | 2   | 2     | 0     | 2     | 1    | 6    | 0.167 | 74          | 150         | 0.493       |

Źródło: FIVB
Zasady ustalania kolejności: 1. liczba zdobytych punktów; 2. wyższy stosunek małych punktów; 3. wyższy stosunek setów.
Punktacja: zwycięstwo – 2 pkt; porażka – 1 pkt
     awans do półfinału
Wyniki
| 9.10.2013 | Guangzhou Evergrande | 3:0 (25:14, 25:11, 25:13) | Kenya Prisons |

| 10.10.2013 | Voléro Zurych | 3:1 (26:24, 25:21, 29:31, 25:21) | Guangzhou Evergrande |

| 11.10.2013 | Voléro Zurych | 3:0 (25:17, 25:13, 25:6) | Kenya Prisons |

### Grupa B
Tabela
| Lp. | Drużyna        | Pkt | Mecze | Mecze | Mecze | Sety | Sety | Sety  | Małe punkty | Małe punkty | Małe punkty |
| Lp. | Drużyna        | Pkt | M     | W     | P     | wyg. | prz. | ratio | zdob.       | str.        | ratio       |
| --- | -------------- | --- | ----- | ----- | ----- | ---- | ---- | ----- | ----------- | ----------- | ----------- |
| 1   | VakıfBank SK   | 4   | 2     | 2     | 0     | 6    | 1    | 6.000 | 171         | 126         | 1.357       |
| 2   | Unilever Volei | 3   | 2     | 1     | 1     | 4    | 3    | 1.333 | 156         | 148         | 1.054       |
| 3   | Iowa Ice       | 2   | 2     | 0     | 2     | 1    | 6    | 0.167 | 97          | 150         | 0.647       |

Źródło: FIVB
Zasady ustalania kolejności: 1. liczba zdobytych punktów; 2. wyższy stosunek małych punktów; 3. wyższy stosunek setów.
Punktacja: zwycięstwo – 2 pkt; porażka – 1 pkt
     awans do półfinału
Wyniki
| 9.10.2013 | Unilever Volei | 3:0 (25:14, 25:16, 25:22) | Iowa ice |

| 10.10.2013 | VakıfBank SK | 3:0 (25:16, 25:12, 25:17) | Iowa Ice |

| 11.10.2013 | Unilever Volei | 1:3 (20:25, 18:25, 25:21, 18:25) | VakıfBank SK |

## Faza finałowa

### Drabinka
|  |                          |                      |                |                          |   |              |              |       |
|  | Półfinały                | Półfinały            | Półfinały      |                          |   | Finał        | Finał        | Finał |
|  | Półfinały                | Półfinały            | Półfinały      |                          |   | Finał        | Finał        | Finał |
|  | 12 października – Zurych |                      |                |                          |   |              |              |       |
|  |                          |                      |                |                          |   |              |              |       |
|  | VakıfBank SK             | VakıfBank SK         | 3              |                          |   |              |              |       |
|  | VakıfBank SK             | VakıfBank SK         | 3              | 13 października – Zurych |   |              |              |       |
|  | Guangzhou Evergrande     | Guangzhou Evergrande | 0              |                          |   |              |              |       |
|  | Guangzhou Evergrande     | Guangzhou Evergrande | 0              |                          |   | VakıfBank SK | VakıfBank SK | 3     |
|  | 12 października – Zurych |                      |                |                          |   | VakıfBank SK | VakıfBank SK | 3     |
|  |                          |                      | Unilever Volei | Unilever Volei           | 0 |              |              |       |
|  | Voléro Zurych            | Voléro Zurych        | Unilever Volei | Unilever Volei           | 0 | 0            |              |       |
|  | Voléro Zurych            | Voléro Zurych        |                |                          |   |              |              |       |
|  | Unilever Volei           | Unilever Volei       | 3              |                          |   |              |              |       |
|  | Unilever Volei           | Unilever Volei       | 3              | Mecz o 3. miejsce        |   |              |              |       |
|  |                          |                      |                |                          |   |              |              |       |
|  | 13 października – Zurych |                      |                |                          |   |              |              |       |
|  |                          |                      |                |                          |   |              |              |       |
|  | Guangzhou Evergrande     | Guangzhou Evergrande | 3              |                          |   |              |              |       |
|  | Guangzhou Evergrande     | Guangzhou Evergrande | 3              |                          |   |              |              |       |
|  | Voléro Zurych            | Voléro Zurych        | 1              |                          |   |              |              |       |
|  | Voléro Zurych            | Voléro Zurych        | 1              |                          |   |              |              |       |

|  |  | Półfinały |  |
|  |  | --------- |  |

| 12.10.2013 | VakıfBank SK | 3:0 (28:26, 25:15, 25:20) | Guangzhou Evergrande |

| 12.10.2013 | Voléro Zurych | 0:3 (23:25, 20:25, 16:25) | Unilever Volei |

|  |  | Mecz o trzecie miejsce |  |
|  |  | ---------------------- |  |

| 13.10. 2013 | Guangzhou Evergrande | 3:1 (24:26, 25:23, 25:18, 25:21) | Voléro Zurych |

|  |  | Finał |  |
|  |  | ----- |  |

| 13.10.2013 | VakıfBank SK | 3:0 (25:23, 27:25, 25:16) | Unilever Volei |

| KLUBOWY MISTRZ ŚWIATA |
| --------------------- |
| VakıfBank SK 1. TYTUŁ |

## Klasyfikacja końcowa
| Miejsce | Drużyna              |
| ------- | -------------------- |
| 1       | VakıfBank SK         |
| 2       | Unilever Volei       |
| 3       | Guangzhou Evergrande |
| 4       | Voléro Zurych        |
| 5       | Iowa Ice             |
| 5       | Kenya Prisons        |

## Nagrody indywidualne
| Najlepsza zawodniczka (MVP)      | Najlepsze przyjmujące                                             | Najlepsza atakująca          | Najlepsze środkowe                                                     | Najlepsza libero          | Najlepsza rozgrywająca             |
| -------------------------------- | ----------------------------------------------------------------- | ---------------------------- | ---------------------------------------------------------------------- | ------------------------- | ---------------------------------- |
| Jovana Brakočević (VakıfBank SK) | Kenia Carcasés Opón (Voléro Zurych) Gözde Sonsirma (VakıfBank SK) | Sarah Pavan (Unilever Volei) | Christiane Fürst (VakıfBank SK) Ana Carolina da Silva (Unilever Volei) | Yūko Sano (Voléro Zurych) | Shen Jingsi (Guangzhou Evergrande) |